# Prostitution in Brasilien

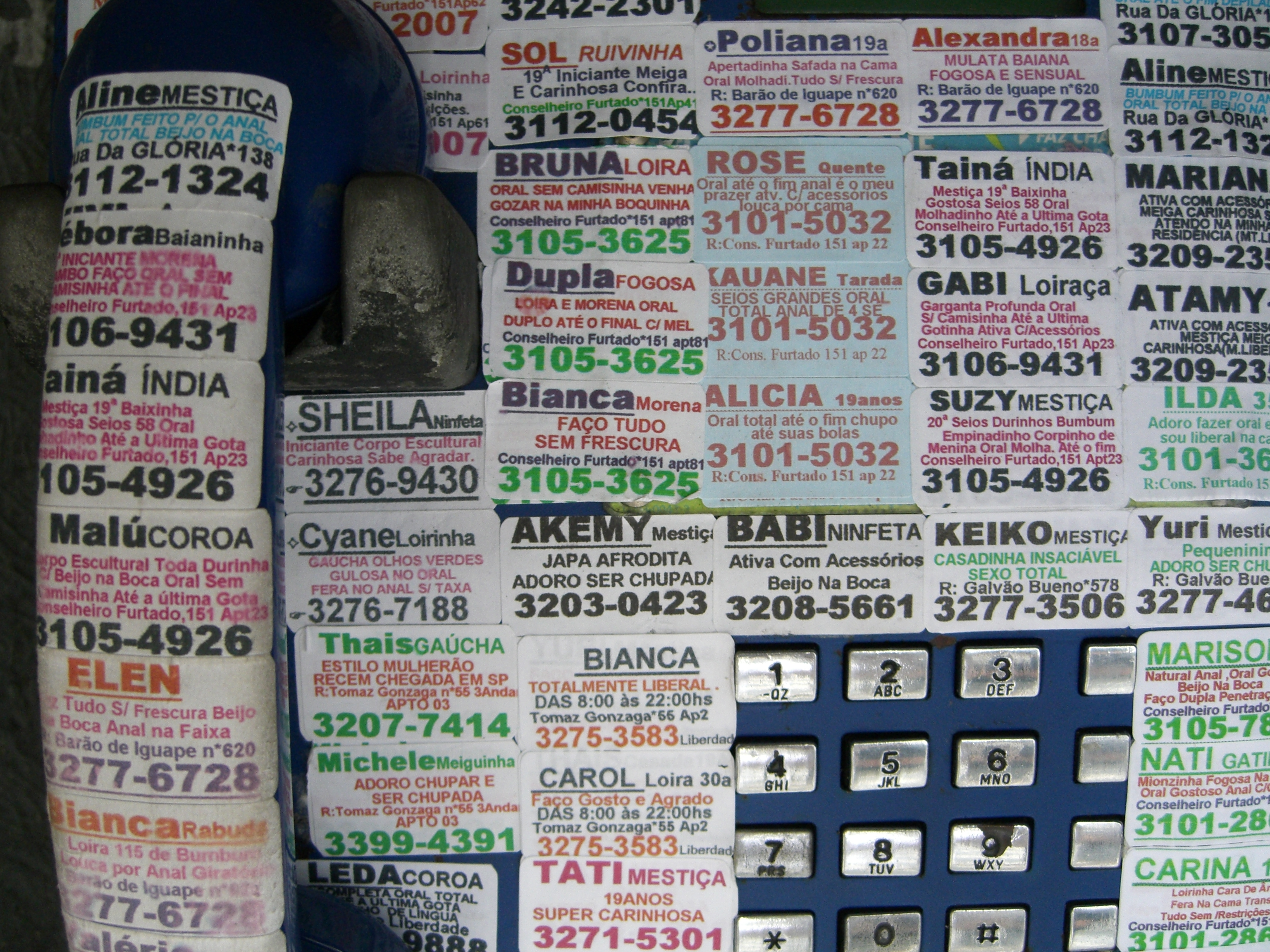
Illegale Werbung von Prostituierten in einer Telefonzelle in Brasilien

Prostitution in Brasilien ist legal und verbreitet.

## Rechtslage
Prostitution in Brasilien ist legal. Allerdings ist es Dritten verboten, aus der Prostitution anderer Personen Vorteile oder Gewinne zu erzielen.

## Prostitution und Sklaverei
Nach wenig erfolgreichen Versuchen mit versklavten Indianern begannen die Portugiesen ab dem 16. Jahrhundert, Afrikaner nach Brasilien zu importieren. Die Sklavinnen mussten ihren Besitzern und nach deren Geheiß auch Aufsehern, Freunden, Verwandten, Besuchern, reisenden Handwerkern, Händlern usw. auch sexuell zur Verfügung stehen. Von dort war es nur ein kleiner Schritt zur Prostitution mit versklavten Afrikanerinnen und Afrobrasilianerinnen. Da Sklaven als Sachen und nicht als Personen galten und ähnlich wie Tiere angesehen waren, waren sie durch keine Gesetze geschützt und konnten fast uneingeschränkt ausgebeutet werden. Es gab auch keinerlei Einschränkungen gegen die Verwendung minderjähriger Sklavenmädchen in den Bordellen. Viele Sklavenbesitzer schickten ihre Sklaven auch auf die Straße, um durch den Verkauf von selbstgemachten Süßigkeiten, kleinen Produkten oder Dienstleistungen Geld zu verdienen, und dazu gehörte ganz selbstverständlich auch die Möglichkeit, Mädchen mit ein paar bunten und goldenen Bändern zu schmücken und zum Anschaffen auf die Straße zu schicken, und das oft schon mit Einsetzen der Pubertät. Die jungen Sklavenmädchen und -frauen wurden entweder zum Arbeiten in die Bordelle geschickt oder mussten sich an den Fenstern der Häuser ihrer Besitzer anbieten, oder sie erhielten von ihrer Herrin oder ihrem Herrn einen Passierschein, der es ihnen erlaubte, nachts alleine auf der Straße zu sein. Im Morgengrauen mussten sie zurückkommen und das durch die Schändung ihres eigenen Körpers erworbene Geld abliefern. Wurde der festgelegte Mindestbetrag nicht erzielt, wurden die üblichen Strafmaßnahmen an der Sklavin vollzogen. In der ersten Hälfte des 19. Jahrhunderts wurden die für die Prostitution bestimmten Sklavinnen direkt von den afrikanischen Händlern gekauft; nach dem Erliegen des offiziellen Sklavenhandels zwischen Afrika und Amerika wurden die Sklavenmädchen vor allem von den großen Farmen in Minas Gerais und dem Nordosten Brasiliens an Bordelle und Zuhälter geliefert. Zuhälter, oftmals zuvor arme „Zigeuner“ oder Kleinkriminelle, kamen zu großem Wohlstand und lebten in größter „Laszivität inmitten ihrer Schar junger, unterwürfiger schwarzer Sexsklavinnen.“ Auch in privaten Kleinanzeigen wurde beim Verkauf von privaten Haussklavinnen oft ganz ungeniert auf die Willigkeit und sexuelle Unterwürfigkeit „gut erzogener“ schwarzer Mädchen und Frauen mit schwarzen und weißen Vorfahren hingewiesen.
Es gab im 19. Jahrhundert vier Arten von Prostituierten: Zuerst die bereits genannten Afrikanerinnen und Afrobrasilianerinnen, die sich auf Befehl ihres Besitzers prostituieren mussten. Oft mussten sie die gesamte Einnahme abliefern, manche durften als Anreiz einen Anteil behalten und wieder andere mussten jeden Tag einen Mindestbetrag einnehmen, ansonsten erhielten sie Schläge oder wurden anderweitig gefoltert. Die zweitunterste Kategorie bildeten arme freie Frauen, oft ehemalige Sklavinnen oder deren Töchter, die elende Hütten bewohnten und sich dort oder auf der Straße der Prostitution hingaben. Die dritte Kategorie bildeten ausländische Mädchen, die unter falschen Versprechungen nach Brasilien gelockt oder verkauft worden waren. Sie waren zwar vor dem Gesetz frei, aber durch die Schuldknechtschaft, in die sie getrieben worden waren, wurden sie wie Sklavinnen behandelt, in die Bordelle eingesperrt und ebenfalls geschlagen und gefoltert, wenn sie die von ihren Besitzern gesetzten Mindestnormen nicht erfüllen konnten. Die vierte Kategorie bildeten französische und andere Edelnutten, die in eigenen großen Häusern wohnten, Kutschen und ausgelesenen Schmuck besaßen und Theater und andere gesellschaftliche Ereignisse besuchen konnten.
Die Tatsache der schutzlosen Ausbeutung der Sklavenmädchen und -frauen als rechtlose Prostituierte war jedoch auch Wasser auf die Mühlen des Abolitionismus, der Bewegung zur Abschaffung der Sklaverei im 19. Jahrhundert. Sie führte 1871 zum Lei do Ventre Livre („Gesetz des freien Bauches“), wonach Kinder von Sklavinnen nicht mehr selber Sklaven waren. Durch dieses Gesetz wurde auch beschlossen, dass Sklaven Geld ansparen durften, welches ihnen der Herr nicht willkürlich wegnehmen durfte und mit dem sie sich auch selbst freikaufen konnten. Das führte dazu, dass bei den Sklavinnen der Anreiz, sich zu prostituieren, sehr groß wurde, da sie somit die Chance hatten, auch für sich selbst einen Anteil und Trinkgelder zu verdienen. Die Hemmschwelle zur Prostitution war meistens gering, da auch Sklavinnen, die nicht zu gewerbsmäßiger Prostitution angehalten wurden, seit Kindheit an gelernt hatten, dass sie keine sexuelle Selbstbestimmung hatten und an Vergewaltigungen gewöhnt waren. Die Verwahrung und Verwaltung der Ersparnisse eines Sklaven oblag jedoch dem Besitzer, und so konnte dieser mit den Tricks gewöhnlicher Zuhälter versuchen, die Ersparnisse zu manipulieren und gegen Kosten aufzurechnen. In Einzelfällen gab es sogar Prozesse von Sklavinnen gegen ihre Herren, in denen die Frauen oft erst mit Hilfe von Freiern beweisen mussten, dass sie „fleißig“ gewesen waren und zahlreiche Kunden gehabt hatten, wodurch die falsche Buchführung des Herrn widerlegt werden sollte.

## Der Höhepunkt der Prostitution Anfang des 20. Jahrhunderts
Nach der Aufhebung der offiziellen Sklaverei drängten viele ehemalige Sklavinnen und deren Töchter oder Enkelinnen auf den Markt, um als Prostituierte eine Nische zu finden. Dazu kamen immer mehr importierte Mädchen aus Europa, besonders aus den ärmeren Gegenden im Osten, jüdische Mädchen, Albanerinnen, Frauen und Mädchen aus dem Habsburger Reich, aber auch Französinnen und Italienerinnen für die gehobeneren Ansprüche. Von dieser Zeit berichten die Romane des bekannten brasilianischen Schriftstellers Jorge Amado, in denen es oft mehr Prostituierte als andere Frauen gibt. Der Höhepunkt wurde um 1930 erreicht; die Bordelle in Rio de Janeiro waren in aller Welt berühmt, das Bordell Casa Rosa ist heute ein Kulturzentrum.

## Jüdische Zwangsprostituierte in Brasilien
Ein besonderes Kapitel der Prostitution in Brasilien bilden die jüdischen Prostituierten. 1867 gingen im Hafen von Rio de Janeiro auch siebzig Jüdinnen aus Polen an Land, die unter falschen Versprechungen angelockt worden waren und dann als Prostituierte missbraucht worden sind. Wie ihre nachfolgenden jüdischen Leidensgenossinnen aus Russland, Litauen, Rumänien, Österreich und selbst Frankreich wurden sie im Volksmund bald nur noch Polacas genannt. Etwa 1200 Frauen folgten ihnen in den Jahren unmittelbar danach. Die meisten wurden Opfer der jüdischen Zuhälter-Mafia Zwi Migdal. Deren Mitglieder reisten in die verarmten Schtetl Osteuropas und gaben sich als etablierte Geschäftsleute aus Lateinamerika auf Brautschau aus. In Wahrheit betrieben sie Menschenhandel. Die Frauen, die ihren Versprechungen glaubten, wurden Sex-Sklavinnen.
Im Jahre 1931 zählte Brasilien mehr als 400 jüdische Bordelle. 1936 besuchte der Schriftsteller Stefan Zweig Rio de Janeiros bekanntes Rotlicht-Viertel Mangue. Er notierte darüber in seinem Tagebuch über das Elend dieser Frauen aber auch, dass jene Jüdinnen aus Osteuropa aufregende und ausgefallene Perversionen versprächen. Notgedrungen gründeten die weiterhin gläubigen und frommen Prostituierten in Rio eine zweite jüdische Gemeinde, mit eigenem Friedhof, eigener Synagoge. Dort feierten die Frauen die jüdischen Feste, obwohl es damals noch gar keine Liturgie für Frauen gab. Die Zuhälter waren wichtige Sponsoren des jüdischen Theaters. Bei den Premieren saßen luxuriös aufgemachte Polacas in den ersten Reihen und wurden so der potentiellen Kundschaft präsentiert. Der Zweite Weltkrieg beendete diesen Frauenhandel. Die jüdischen Prostituierten beeinflussten das kulturelle Leben und die Künstlerszene Rios, unter anderem inspirierten sie zu vielen Kompositionen. Im Durchschnitt wurden die Frauen nur vierzig Jahre alt. Es gibt in Brasilien drei Friedhöfe für Prostituierte. 1970 wurde auf dem jüdischen Prostituierten-Friedhof von Rio die letzte der ins Land gelockten Prostituierten begraben.
Rio de Janeiros jüdische Gemeinde hat 2007 erstmals mit einer nur von Frauen gestalteten Sabbat-Zeremonie der jüdischen Prostituierten gedacht. Die Feier wurde nicht in einer Synagoge, sondern im Kulturzentrum des Stadtteils Lapa abgehalten. Das Thema ist unter Juden heikel und Vorurteile bestehen weiter, berichtet Rios Rabbiner Nilton Bonder, der die Zeremonie organisierte.

## Sextourismus
Mit Berichten über den brasilianischen Karneval und seine halbnackten Tänzerinnen, traditionell vor allem Afrobrasilianerinnen, über Samba und den Tanga, den winzigen Bikini, der Brasiliens Strände von etwa 1970 bis 2010 beherrschte, wurde bewusst um Urlauber, die Interesse an Sextourismus haben, geworben. Urlaubsprospekte präsentierten bis in die 1990er Jahre fast immer großflächig die prallen Hintern brasilianischer Frauen mit afrikanischen Wurzeln vor malerischen Strandkulissen. Besonders durch die weltweit wachsende Sensibilisierung mit der Kinderprostitution ist die Werbung heute viel weniger direkt, was nicht bedeutet, dass es keinen Sextourismus mehr gibt. Die Regierung hat jedoch die Kinderprostitution seit Beginn des 21. Jahrhunderts mit Plakatkampagnen und verstärkter Polizeikontrolle bekämpft und zum Teil eindämmen können.

## Aktuelle Lage
Die Grenze zwischen Prostituierten und Nicht-Prostituierten wird immer fließender, da es immer mehr Gelegenheitsprostitution gibt. Teenager bieten Sex an, um ein Handy zu bekommen, Schulden abzuarbeiten oder auch immaterielle Vorteile zu erlangen, Frauen stellen sich an die Straße oder an den Strand oder werden von ihren Partnern dazu gezwungen, um außerplanmäßige Ausgaben bezahlen zu können. Oralsex wird unter Teenagern nicht als eigentlicher Sex und somit auch nicht als Prostitution betrachtet. Während offizielle Schätzungen daher von einer Million brasilianischer Prostituierter ausgehen, werden von Verbänden weit höhere Zahlen genannt. Im ehemals in Brasilien vorherrschenden Netzwerk Orkut gaben bis zu 30 % aller befragten Frauen und Mädchen in verschiedenen Umfragen an, bereits einmal für Geld oder andere Vorteile oder Güter sexuelle Dienstleistungen verrichtet zu haben.
Bekannt sind die dem käuflichen Sex gewidmeten Meilen, oft ganze Stadtviertel, wie die Vila Mimosa in Rio de Janeiro oder die Rua Augusta in São Paulo. In der Rua Guaicurus in Belo Horizonte, Hauptstadt des Bundesstaates Minas Gerais, hingegen befinden sich hunderte von nackten oder halbnackten Mädchen in kleinen Zimmern oder davor, wo sie von den Männern aus größter Nähe in Augenschein genommen werden können. Daher wimmelt es in den Häusern stets von schaulustigen Männern, die oft gar keinen käuflichen Sex wollen, sondern nur wegen der optischen Reize kommen. Die Preise sind hier auch für brasilianische Verhältnisse sehr billig, aber trotz der großen Anzahl der Prostituierten kommen viele auf über 20 Freier pro 12-Stunden-Schicht. Zwischen vier und fünfzehn Freier brauche eine Prostituierte, um die Zimmertagesmiete bezahlen zu können. Dabei seien die Zimmer klein, schlecht belüftet, dunkel und meistens ohne Bad.
Der Bundesstaat Minas Gerais ist aber auch der Sitz der regen Aprosmig, des Verbandes der Prostituierten in Minas Gerais, der unter anderem jährlich eine Miss Prostituta wählen lässt und den Prostituierten Arbeitspapiere, Englischkurse zur Fußballweltmeisterschaft und Olympiade und Zugang zu Versicherungen verschafft hat, und durch dessen Initiative auch auf dem Straßenstrich bargeldlos bezahlt werden kann. Ferner geht auf seine Initiative ein Sexmuseum zurück.
Auch in einigen anderen Bundesstaaten gibt es bereits ähnliche Organisationen. Bekennende Prostituierte wie Bruna Surfistinha oder die schriftstellerisch aktive Petala Parreira sind ebenfalls in ihnen aktiv. Diese wurden von der 2009 verstorbenen Gabriela Leite beeinflusst, die erste Prostituierte Brasiliens, die ein Buch veröffentlicht und sich erfolgreich politisch und arbeitsrechtlich für die Prostituierten engagiert hat.
Zeitweilig hat auch die sozialistische Regierung unter den Präsidenten Lula und Dilma Rousseff die Prostituiertenbewegungen aktiv unterstützt und mit Plakaten dafür geworben, die Prostitution als einen normalen Beruf anzusehen.

## Menschenhandel und Prostitution
Brasilianische Prostituierte, zum Teil auch männliche und Transvestiten, arbeiten vor allem in Argentinien, Chile, Surinam, Uruguay, USA, Portugal, Spanien, Niederlande und Großbritannien.